# Condado de Gilchrist
O condado de Gilchrist (em inglês:  Gilchrist County) é um dos 67 condados do estado americano da Flórida. A sede e cidade mais populosa do condado é Trenton. Foi fundado em 4 de dezembro de 1925. É o condado mais novo do estado.

## Geografia
De acordo com o United States Census Bureau, o condado possui uma área de 920 km², dos quais 906 km² estão cobertos por terra e 14 km² por água. Localiza-se na região centro-norte do estado.

## Demografia
Segundo o censo nacional de 2010, o condado possui uma população de 16 939 habitantes e uma densidade populacional de 19 hab/km². Possui 7 307 residências, que resulta em uma densidade de 8 residências/km².
Das três localidades incorporadas no condado, Trenton é a mais populosa e a mais densamente povoada, com 1 999 habitantes e densidade populacional de 225,7 hab/km². Bell é a menos populosa, com 456 habitantes, ainda assim, de 2000 para 2010, a sua população cresceu 31%.